# 布拉夫 (犹他州)
布拉夫（英語：Bluff）是美国犹他州聖胡安縣的普查规定居民点（CDP），在2010年的人口普查中有人口320人。